# Maros (Sulawesi)

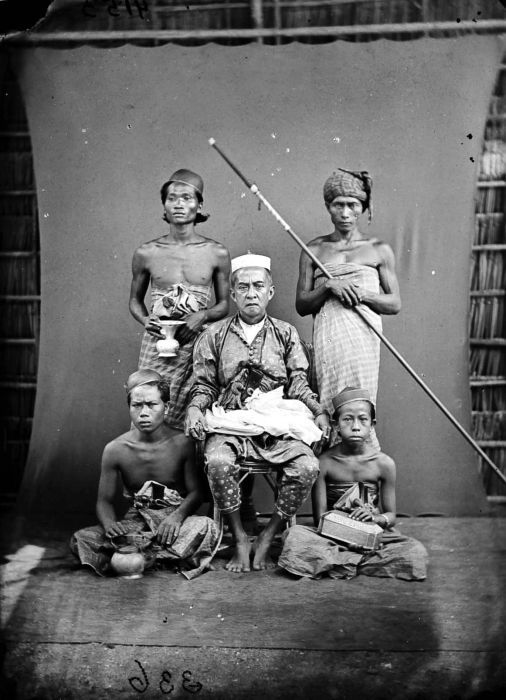
Historisches Foto des Herrschers von Maros mit Gefolge

Maros ist eine indonesische Stadt in der Provinz Südsulawesi, nordöstlich von Makassar. Es ist der Hauptort des Regierungsbezirks Maros.

## Wirtschaft
In Maros City befindet sich das Indonesian Cereals Research Institute, eine Abteilung der Indonesischen Agentur für Ackerbau-Forschung und -Entwicklung.
2012 begann beim regionalen Zementerzeuger PT Semen Bosowa Maros der Bau einer neuen Zementklinker-Linie mit geplanten Kosten von mehr als 300 Millionen US-Dollar. Die Klinker-Produktionslinie soll der Firma helfen, der gewachsenen Nachfrage nach Baumaterialien in dieser Region zu entsprechen.

## Sehenswürdigkeiten
In der Nähe der Stadt Maros befindet sich ein prähistorisches Höhlengebiet, das zum UNESCO-Welterbe gehört.